# Episodi di iCarly (sesta stagione)
La sesta stagione della serie televisiva iCarly è stata trasmessa negli Stati Uniti per la prima volta dall'emittente Nickelodeon dal 24 marzo al 9 giugno 2012.
In Italia è andata in onda in prima visione sul canale satellitare Nickelodeon dal 1º al 6 ottobre 2012. In chiaro è stata mandata in onda su Super! dal 2 dicembre 2013.
| nº | Titolo originale   | Titolo italiano           | Prima TV USA   | Prima TV Italia |
| -- | ------------------ | ------------------------- | -------------- | --------------- |
| 1  | iApril Fools       | Pesce d'aprile            | 24 marzo 2012  | 3 ottobre 2012  |
| 2  | iGo One Direction  | I One Direction ad iCarly | 7 aprile 2012  | 5 ottobre 2012  |
| 3  | iOpen a Restaurant | Da Gibby                  | 21 aprile 2012 | 1º ottobre 2012 |
| 4  | iHalfoween         | Halloween a sorpresa      | 28 aprile 2012 | 2 ottobre 2012  |
| 5  | iPear Store        | Il nuovo commesso         | 12 maggio 2012 | 4 ottobre 2012  |
| 6  | iBattle Chip       | Chip, il terribile        | 9 giugno 2012  | 6 ottobre 2012  |

## Pesce d'aprile
- Titolo originale: iApril Fools
- Diretto da: Jerry Trainor
- Scritto da: Dan Schneider e George Doty IV

### Trama
Dopo un incidente Carly e Spencer devono lasciare il loro appartamento alle 10 in punto, ma prima di partire fanno una festa con Sam, Freddie e Gibby ricordandosi di flashback di alcuni episodi delle stagioni scorse. Quando poi arriva il capo del palazzo dice a Carly che ha cambiato idea e che possono restare nel loro appartamento. Alla fine dell'episodio Carly, Spencer, Freddie e Sam viaggiano nel futuro con T bo.
Il finale dell'episodio è una parodia del finale del primo film di Ritorno al Futuro (1985).

## I One Direction ad iCarly
- Titolo originale: iGo One Direction in iCarly
- Diretto da: Adam Weissman
- Scritto da: Dan Schneider

### Trama
iCarly ospita gli One Direction, ma un membro del gruppo, Harry, si ammala e Carly lo assiste. Questo lo porta a simulare ancora la malattia anche dopo la guarigione, finché Carly, Sam e Freddie non lo scoprono e Freddie ha un'idea: così Carly chiede a Gibby di esibirsi al posto suo per ingelosirlo. Il piano funzionerà e finalmente gli One Direction canteranno su iCarly.
- Special guest star: One Direction nel ruolo di loro stessi.

## Da Gibby
- Titolo originale: iOpen a Restaurant
- Diretto da: Steve Hoefer
- Scritto da: Dan Schneider e Jake Farrow

### Trama
Gibby apre un ristorante nel seminterrato della scuola, perché è sempre stato il suo sogno. Intanto nell'appartamento di Carly, Spencer cerca di creare un sistema di sicurezza, perché un giorno sono stati derubati mentre stavano facendo iCarly. Però quando ne crea uno formidabile si accende da solo e attacca Spencer, Carly e Freddie, mentre Sam e Gibby mandano avanti il locale.

## Halloween a sorpresa
- Titolo originale: iHalfoween
- Diretto da: Adam Weissman
- Scritto da: Dan Schneider e Ben Dougan

### Trama
Carly, Sam e Freddie inventano una nuova festa che si celebra sei mesi prima di Halloween.Organizzano la festa a casa di Carly, ma ad un certo punto fa la sua entrata un misterioso robot viola, che offre ai 3 delle caramelle, ma queste gli camuffano la voce, facendola diventare più grave. Allora cercano di capire chi si nasconde nel robot viola e alla fine Freddie, trovandosi nello studio di iCarly, trova il robot viola e chiama Carly e Sam per dire che dentro si trova Nevel Papperman , loro acerrimo nemico. Nevel camuffa la situazione mettendo a Freddie il costume da robot con un aiuto da Demitry ed Evon le sue guardie del corpo. Successivamente Carly e Sam gli ritorna la voce normale e trovano il robot viola così Spencer fa cadere il robot viola nella cesta dei peluche, Nevel assieme a Dimitry ed Evon entra dalla porta sul retro. Tutti sono molto confusi, pensando che Nevel fosse nel robot. Così Nevel libera la testa magnetica del robot e Carly e Sam capiscono tutto. Alla fine Carly s'inventa un episodio inutile per fare un po' di scena, così facendo, Dimitry ed Evon se ne vanno, lasciando solo Nevel. Appena vanno via, Sam salta addosso a Nevel rendendolo inoffensivo. Poi Spencer appende Nevel e lo fa cadere nella cesta di peluche.

## Il nuovo commesso
- Titolo originale: iPear Store
- Diretto da: David Kendall
- Scritto da: Dan Schneider e Jake Farrow

### Trama
Spencer continua a causare incendi in casa sua (18 incendi) e i vigili del fuoco si stancano di andare a spegnerli, così lo informano che nel prossimo incendio non interverranno. Spencer cerca di farsi perdonare e viene quindi assunto per lavorare con i pompieri ma causerà un incendio anche lì e viene cacciato. Nel frattempo Freddie troverà un lavoro al Pera Store, mentre è li Sam riesce a vendere un computer e viene assunta. Dopo Sam diventa il suo capo e quindi Freddie decide di ribellarsi ma viene licenziato.  Sam pensa che Nat, la proprietaria del Pera Store, sia stata crudele e quindi si licenzia anche lei. Carly prende una cotta per Trey, un impiegato del Pera Store e lo invita casa sua. Però appena Carly si allontana lui si trasforma. Quando torna cerca immediatamente di baciarla, rivelando di non essere assolutamente un nerd imbranato con le ragazze, come aveva detto in precedenza. Alla fine Spencer lo butta fuori e gli spacca il cellulare.

## Chip, il terribile
- Titolo originale: iBattle Chip
- Diretto da: Adam Weissman
- Scritto da: Dan Schneider e Jake Farrow

### Trama
Gibby compra un giocattolo di 700 dollari che è uguale ai feezeer usati nei film della saga di Star Wars, ma poi si rompe e Freddie lo ripara facendolo diventare un'arma potente e pericolosa. Nel frattempo Spencer viene torturato da Chip: il fratello di Chuck, il quale è finito all'accademia militare grazie a Spencer. E ora Chip si vuole vendicare.